# Emmanuel de Waresquiel
Emmanuel de Waresquiel (Parigi, 21 novembre 1957) è uno storico, biografo e saggista francese.

## Biografia
Emmanuel de Waresquiel proviene da una famiglia nobile originaria delle Fiandre e della Lorena, che fu nobilitata come d'uso per aver un suo membro detenuto la carica di secrétaire du roi (alto funzionario della Cancelleria) dal 1681 al 1715, al tempo di Luigi XIV. Discende da parte di padre da Madame de Staël e Jacques Necker, e dal filosofo illuminista Helvétius, tramite una delle figlie; è imparentato con la famiglia di Albert de Mun, discendenti anche loro dal filosofo.
Attraverso la sua famiglia, è proprietario del castello di Poligné a Forcé in Mayenne, e porta il titolo di conte di Poligny.

Blasone dei Waresquiel conti di Poligny

È specializzato nella storia della Francia dell'Ottocento e più in generale nella storia delle rappresentazioni della Rivoluzione francese dell'inizio dell'Ottocento. Ricercatore dell'École Pratique des Hautes Études, si specializzò nei periodi della Rivoluzione, dell'Impero e delle monarchie costituzionali francesi (Francia monarchica rivoluzionaria, Restaurazione francese e monarchia di luglio). Ha un dottorato di ricerca all'Università della Sorbona.
Ha pubblicato una cinquantina di articoli scientifici e una ventina di opere, tra cui biografie (duca di Richelieu, Talleyrand, Fouché, Maria Antonietta, Félicie de Fauveau, Jeanne du Barry).
Nella sua ricerca analizza il rapporto tra storia e memoria e lavora sugli sviluppi nonché sulle distorsioni, nel tempo, dei discorsi (testi e immagini). Ha condotto diversi seminari su questi temi all'École Pratique des Hautes Études, ad esempio sulle immagini e le memorie del potere nello spazio pubblico, sulle sue rappresentazioni e sulla sua legittimità, e sulle forme della protesta (barricate, manifestazioni) e condotto spesso studi su documenti inediti d'archivio.
Ha co-diretto la "Revue de la Société d'histoire de la Restauration et des Monarchies Constitutionnels" (1787-1996). È membro del comitato di redazione della rivista Commentaire e della Revue des Deux mondes, della rivista online Napoleonica edita dalla Fondation Napoléon, membro della commissione sugli incassi cinematografici al CNC dal 1999 al 2001, ed è stato anche impegnato in allestimenti di esposizioni e mostre in siti storici.

## Pubblicazioni

### Opere
- Le Duc de Richelieu, 1766-1822, Perrin, 1990 ISBN 2262007578, ried. 2009
- Brèves machineries du silence, Le Cherche-midi, 1995 ISBN 2862744034
- Histoire de la Restauration, 1814-1830 (con B. Yvert), Perrin, 1999 ISBN 2262019010; ried. Perrin, Tempus, 2002
- Talleyrand: le prince immobile, Fayard, 2003, nouvelle édition augmentée, Fayard, 2006 ISBN=2213630933; ried. Tallandier, Texto, 2015
- L'Histoire à rebrousse-poil, Fayard, 2005 ISBN 2213625328, ried. Tallandier, 2014
- Un groupe d'hommes considérables: Les pairs de France et la Chambre des pairs héréditaire de la Restauration 1814-1831 (thèse), Fayard, 2006 ISBN=2213628394
- Les Cent-Jours: la tentation de l'impossible, mars-juillet 1815, Fayard, 2008 ISBN 978-2213621586; Tallandier, 2014
- Une femme en exil: Félicie de Fauveau, artiste, amoureuse et rebelle, Robert Laffont, 2010; riedito come Portrait d'une artiste romantique, Robert Laffont, 2013
- Talleyrand: dernières nouvelles du diable, éditions du CNRS, 2011
- Entre deux rives. Dix écrivains devant la mort, L'Iconoclaste, 2012 ISBN 978-2-913366-47-3; ried. Fins de partie, éditions du CNRS, 2016
- Fouché: les silences de la pieuvre, Tallandier/Fayard, 2014 ISBN 9782847347807
- C'est la Révolution qui continue! La Restauration, 1814-1830, Tallandier, 2015, 430 p.; ried. Penser la Restauration 1814-1830, Tallandier, 2020
- Juger la reine. 14-15-16 octobre 1793, Tallandier, 2016, 368 p.; ried. Les Derniers jours de Marie-Antoinette, Tallandier, 2021
- Fouché. Dossiers secrets, Tallandier, 2017, 320 p.
- Le Temps de s'en apercevoir, L'Iconoclaste, 2018, 250 p.
- J'ai tant vu le soleil, Gallimard, 2020
- Sept jours: 17-23 juin 1789. La France entre en révolution, Tallandier, 2020 ISBN 979-1021029491
- Tout est calme, seules les imaginations travaillent, Tallandier, 2021
- Voyage autour de mon enfance, Tallandier, 2022
- Jeanne du Barry. Une ambition au féminin, Tallandier, 2023

### Curatele
- Mémoires de Boni de Castellane (1867-1932), Perrin, 1986; ried. 2015
- Lettres d'un lion: correspondance inédite du général Mouton, comte de Lobau (1812-1815), Nouveau Monde éditions, 2005 ISBN 2847360883
- Mémoires et correspondances du prince de Talleyrand (édition intégrale), Robert Laffont, 2007

### Direzione di opere collettive
- Le Siècle rebelle. Dictionnaire de la contestation au siècle XX, Larousse, 1999; ried Larousse 2004 ISBN 2035113202
- Dictionnaire des politiques culturelles de la France de 1958 à nos jours, Larousse/éditions du CNRS, 2001
- Mémoires du Monde. Cinq siècles d'archives inédites et secrètes au quai d'Orsay, éditions de l'Iconoclaste, 2002; ried. 2015
- Talleyrand ou le miroir trompeur, catalogue de l'exposition « Talleyrand », musée Rolin d'Autun, Somogy, 2005 ISBN 2850569062
- Mémoires de la France. Deux siècles de trésors inédits et secrets à l'Assemblée nationale, L'Iconoclaste, 2006
- Les Lys et la République. Henri, comte de Chambord, actes du colloque Chambord, Assemblée nationale, 2014, Tallandier
- Louis XVI, Marie-Antoinette et la Révolution. La famille royale aux Tuileries (1789-1792), Gallimard/Archives nationales, 2023